# Ordine dell'Ispirazione
L'Ordine dell'Ispirazione è un'onorificenza turkmena.

## Storia
L'ordine è stato istituito il 22 ottobre 2001 e il suo statuto è stato modificato nel 2009 e nel 2015.

## Assegnazione
L'ordine viene assegnato ai cittadini del Turkmenistan e ai cittadini di paesi stranieri con decreto del Presidente del Turkmenistan per premiare un contributo speciale all'educazione dei cittadini del Turkmenistan neutrale e indipendente di alta spiritualità, che è la base del sacro Ruhnama, nonché per manifestazioni di elevate qualità morali.
L'ordine viene assegnato una volta all'anno in occasione del Giorno dell'Indipendenza del Turkmenistan, il 27 ottobre.
I cittadini del Turkmenistan insigniti dell'ordine ricevono un bonus di 1000 dollari e un supplemento mensile per salari, stipendi ufficiali, pensioni e borse di studio per un importo del 30%.
Gli insigniti godono anche di altri benefici nei modi e nei casi stabiliti dagli atti legislativi del Turkmenistan.
L'insegna viene indossata sul lato sinistro del petto e, in presenza di altri riconoscimenti statali, si trova sopra di essi.
L'ordine può essere conferito postumo.

## Insegne
L'ordine è composto da tre parti: una stella ottagonale, un cerchio sovrapposto e un blocco.
La base dell'insegna è una stella a otto punte del diametro di 25 mm ed è in oro 750. Dal centro di essa si irradiano dei raggi solari verso le punte della stella. Al centro di ogni punta è incastonato uno zircone.
Alla stella è sovrapposto un cerchio del diametro di 25 mm, delimitato da un ornamento geometrico in rilievo. Al centro del cerchio vi è un'immagine simbolica del libro Ruhnama. Nella parte inferiore del libro sono presenti l'iscrizione in rilievo "Ruhnama" e al centro l'immagine in rilievo del presidente del Turkmenistan.
L'insegna è collegata con un anello a un blocco realizzato a forma di libro aperto. Al centro di questo, su una colonna ricoperta smaltata di rosso, sono presenti le immagini di cinque tappeti turkmeni dorati. Il blocco è smaltato di verde e ha un ornamento dorato.
Il nastro è verde con bordi gialli e al centro un'immagine in verde più scuro della mappa del Turkmenistan. Sul bordo sinistro è presente una striscia rossa.